# Henry Larsen (Ruderer, 1916)
Henry Christian Larsen (* 21. Juli 1916 in Køge; † 26. September 2002) war ein dänischer Ruderer.

## Werdegang
Henry Larsen gewann bei den Olympischen Sommerspielen 1948 in London zusammen mit Børge Raahauge Nielsen, Erik Larsen, Harry Knudsen und Steuermann Ib Olsen die Bronzemedaille im Vierer mit Steuermann.
Nach seiner Karriere war er als Trainer im Danske Studenters Roklub tätig.